# Vinay (Marne)
Vinay is een gemeente in het Franse departement Marne (regio Grand Est) en telt 496 inwoners (2004). De plaats maakt deel uit van het arrondissement Épernay.

## Geografie
De oppervlakte van Vinay bedraagt 3,1 km², de bevolkingsdichtheid is 160,0 inwoners per km².
De onderstaande kaart toont de ligging van Vinay (Marne) met de belangrijkste infrastructuur en aangrenzende gemeenten.

## Demografie
Onderstaande figuur toont het verloop van het inwonertal (bron: INSEE-tellingen).